# Cuarteto Vermeer
El Cuarteto Vermeer fue un cuarteto de cuerdas fundado en 1969 en el Festival de Música Marlboro en Vermont y que estuvo activo hasta el 2007.

## Trayectoria
Con actuaciones en muchas ciudades importantes de América del Norte y del Sur, Europa, el Lejano Oriente y Australia, el Cuarteto Vermeer consiguió gran prestigio internacional como uno de los mejores conjuntos del mundo. El Vermeer actuó en la mayoría de festivales, incluyendo los de Tanglewood, Aldeburgh, Aspen, Mostly Mozart, Taos, Bath, South Bank, Lucerna, Stresa, Flanders, Kneisel Hall, Caramoor, Santa Fe, Alburquerque, Berlín, Schleswig-Holstein, Orlando, Florida, Daniel, Edimburgo, Spoleto, Ravinia, y el Casals Festival. Basado en Chicago, permanecían parte de cada verano en la costa de Maine, como conjunto residente de los Bay Chamber Concerts.
El Vermeer tenía un repertorio de más de doscientas obras. Su discografía incluye los cuartetos de cuerda completos de Beethoven, Chaikovski y Bartók, además de una selección de los de Haydn, Schubert, Mendelssohn, Brahms, Dvořák, Verdi, Chaikovski, Shostakovich y Schnittke.
En 2003 recibieron su 2ª nominación a un Grammy para su CD de los quintetos de piano de Shostakovich y Schnittke con Boris Berman, en el sello Naxos. Su registro de los seis cuartetos de Bartók fue publicado por Naxos en mayo de 2005 y recibió su 3ª nominación a un Grammy.
El Vermeer estuvo asociado con la Universidad del Norte de Illinois como "artistas residentes" desde 1970, donde entrenaron a algunos de los mejores cuartetos jóvenes actuales, incluyendo al Cuarteto de Cuerda del Shanghái, Cuarteto de Cuerda Enso, Cuarteto de Cuerda Avalon, Cuarteto de Cuerda del Pacífico y Cuarteto de Cuerda Arianna. Eran también profesores invitados en el Royal Northern College of Music de Mánchester, Inglaterra.

## Las Siete Últimas Palabras de Cristo
Su CD de Las Siete Últimas Palabras de Cristo de Haydn [Alden Productions: CD 23042] -producido por su viola, Richard Young- con las introducciones recitadas por el Rev. Martin Luther King, Jr., el evangelista Billy Graham, el padre Virgilio Elizondo, el Dr. Martin Marty, el Elder Dallin Oaks, el Rev. Kelly Clem, el Pastor T. L. Barrett, el Padre Raymond Brown y Jason Robards. El Rev. Theodore Hesburgh (Presidente Emérito de la Universidad de Notre Dame) escribió, " es difícil de imaginar un grupo más apropiado de teólogos y predicadores para Las Siete Últimas Palabras de Cristo. La participación de este grupo sugiere no sólo una autoridad moral segura, sino también un espíritu de inclusión. Al mismo tiempo, de manera personal y eficaz, refleja nuestra diversidad religiosa y social."  La American Record Guide califica este CD como "una experiencia diferente de cualquier otra."
El Vermeer tocó Las Siete Últimas Palabras de Cristo en todo el mundo. Sus actuaciones lograron unos 75 millones de oyentes, lo que las sitúa más allá de la audiencia de música clásica tradicional. Un libro titulado Echoes from Calvary: Meditations on Franz Joseph Haydn's The Seven Last Words of Christ (Rowman & Littlefield, 2005), fue el resultado de la tesis doctoral de su viola, Richard Young a partir de sus experiencias en relación con esta obra.

## Comentarios de la crítica
La revista Suisse escribió, "Fuera de esta alquimia nace una clase belleza que se puede definir, sin duda, como perfección."
Sobre sus discos de Beethoven, Stereo dijo, "Lo que estos músicos nos dan es una mezcla de calor antiguo y comunicativo, con manifestaciones ejemplares de estándares modernos de gusto y técnica. No es posible encontrar interpretaciones más persuasivas de estos cuartetos."
The Age de Australia escribió, "Su interpretación fue magnífica: majestuosa en estilo, técnicamente sin defecto y absolutamente persuasiva."
Según el  Süddeutsche Zeitung de Alemania "Esta es una manera de hacer música que revela muchas de sus interioridades, que va más lejos de conseguir meramente complacer al oído."
El Chicago Tribune escribió: "Cuándo presenta la obra con la contundencia como el Vermeer la presenta, el núcleo interior de la pieza queda tan expuesto que su poder religioso y dramático radian desde dentro.  El cuidado amoroso y tierno que el Vermeer dedica a cada frase de esta partitura única es algo muy especial."
Ruch Muzyczny de Polonia resume, "Su interpretación parece tan cercana al ideal que uno puede apreciar la música como armonía universal."

## Miembros
Los últimos miembros del cuarteto fueron:
- Shmuel Ashkenasi, violín[4]
- Mathias Tacke, violín
- Richard Young, viola
- Marc Johnson, violonchelo

Fueron miembros anteriores Pierre Menard, segundo violín, (1970-1992), seguido por Mathias Tacke, (1992-2007). Scott Nikrenz, viola, 1969, seguido por Nobuko Imai (hasta 1978), Jerry Horner (1978-1980), Bernard Zaslav (1980-1985) y Richard Young (1985-2007). Richard Sher, violonchelo (1969-1973), fue sustituido por Marc Johnson (1973-2007).